# (1344) Caubeta
(1344) Caubeta es un asteroide perteneciente al cinturón de asteroides descubierto por Louis Boyer el 1 de abril de 1935 desde el observatorio de Argel-Bouzaréah, Argelia.

## Designación y nombre
Caubeta recibió inicialmente la designación de 1935 GA.
Más tarde, se nombró en honor del astrónomo francés Paul Caubet.

## Características orbitales
Caubeta orbita a una distancia media del Sol de 2,247 ua, pudiendo alejarse hasta 2,518 ua. Su inclinación orbital es 5,659° y la excentricidad 0,1204. Emplea en completar una órbita alrededor del Sol 1231 días.